# Sistema de Trens Urbanos de Natal
O Sistema de Trens Urbanos de Natal é o sistema ferroviário que atende Região Metropolitana de Natal. É operado pela Companhia Brasileira de Trens Urbanos (CBTU) através da Superintendência de Trens Urbanos de Natal.
É composto atualmente por 28 estações distribuídas ao longo de duas linhas, somando 80,2 quilômetros de extensão, que interligam os municípios de Ceará Mirim, Extremoz, Natal, Nísia Floresta, Parnamirim e São José de Mipibu: Linha Norte (Ceará Mirim ↔ Natal) e Linha Sul (Natal ↔ Nísia Floresta).
Atualmente o sistema transporta uma média de 14,3 mil passageiros por dia.

## História
A Superintendência de Trens Urbanos de Natal foi criada em 1988 com o intuito de gerenciar o sistema de transporte de passageiros sobre trilhos no Rio Grande do Norte.
Ao final do mês de maio de 2024, o sistema recebeu a primeira das duas locomotivas a diesel adquiridas dentro do projeto para a modernização do sistema ferroviário potiguar, substituindo as locomotivas da década de 1950, até então utilizadas.
Em agosto do mesmo ano, chegou ao pátio da estação Natal, na Ribeira, a primeira, das 05 composições de Veículo Leve sobre Trilhos (VLT). Fabricado pela empresa Bom Sinal, em Barbalha, na região do Cariri cearense, o VLT representou uma melhoria no sistema, sendo um equipamento mais moderno e confortável, permitindo ainda maior regularidade e pontualidade do serviço.
Como parte de um projeto de mobilidade urbana, o sistema de trens urbanos foi modernizado e passou a ter em sua frota VLTs modernos. Além das novas composições, o projeto contempla também a construção de novas estações e a recuperação do leito ferroviário existente.
A CBTU pretendeu para 2015 começar as obras de modernização das estações do metrô, com reconstrução de 26 estações e construção de mais 4 (todas localizadas na chamada Zona Norte). As quatro novas estações foram previstas para serem iniciadas em 2015 e completadas em 2016. Para todo o projeto, a previsão orçamentária é de 311,65 milhões de reais. 67 milhões de reais tiveram sua liberação prevista para a construção da novas estações.
A modernização foi prevista em cinco fases. A primeira fase da modernização de rede ferroviária natalense é a troca dos trens velhos pelos VLTs modernos, já foram adquiridos 5 VLT's de um total de 12. Em fase de projeto, a segunda e terceira fase visa a adição de linhas da rede. Pela segunda fase, a Linha marrom ligando o campus da Universidade Federal do Rio Grande do Norte (UFRN) à Ribeira. Pela terceira fase, a Linha laranja criando anel ferroviário em torno do campus da UFRN, a partir da Avenida Capitão-Mor Gouveia. Em fase de análise, a quarta fase cria a linha roxa, ligando o aeroporto na BR-101. Na quinta fase, o objetivo é ampliar a Linha Sul até Nísia Floresta, usando parte da antiga ferrovia Natal-Nova Cruz.

## Características do sistema
Este sistema atualmente possui 80,2 quilômetros de extensão, dividido em duas linhas (Norte e Sul) e é servido por 28 estações. 
| Linha | Terminais              | Inauguração      | Comprimento (km) | Estações | Duração das viagens (min) | Funcionamento                                                          |
| ----- | ---------------------- | ---------------- | ---------------- | -------- | ------------------------- | ---------------------------------------------------------------------- |
| Norte | Ceará Mirim ↔ Natal    | A partir de 1984 | 38,5             | 13       | 78                        | De segunda a sexta, das 6h22 às 19h55 e aos sábados das 6h22 às 16h25. |
| Sul   | Natal ↔ Nísia Floresta | A partir de 1984 | 41,7             | 15       | 49                        | De segunda a sexta, das 6h às 19h23 e aos sábados das 6h às 14h51.     |

### Frota

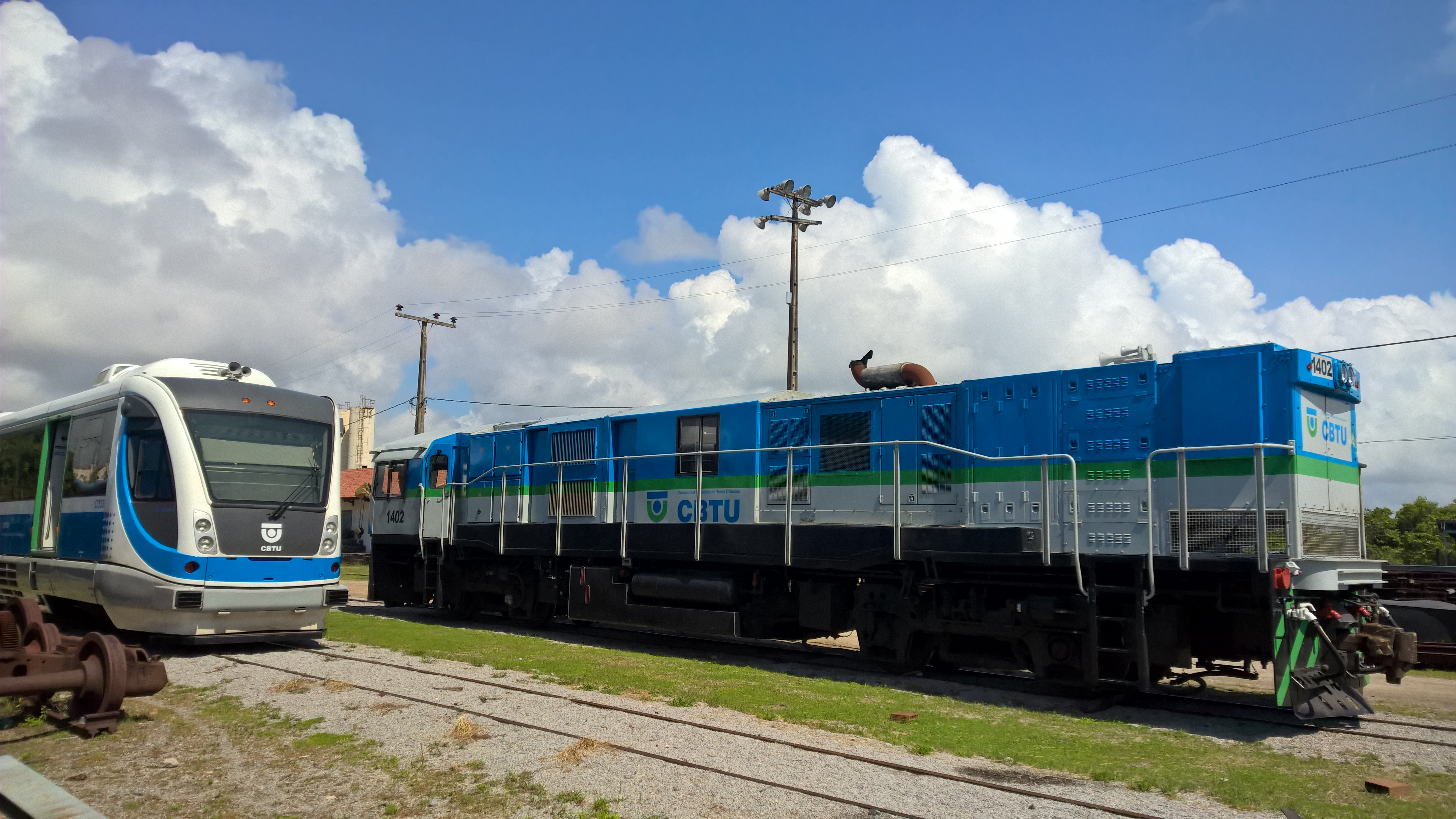
TUDH Bom Sinal e locomotiva Progress Rail na CBTU Natal

Os veículos deste sistema possuem uma velocidade comercial de 50 quilômetros por hora. A bitola é métrica em via singela e os trens são movidos a diesel.
Este sistema conta atualmente com uma frota de 3 locomotivas ALCO, diesel de bitola métrica e 13 carros Pidner, semelhantes aos dos sistemas de João Pessoa, Maceió e Recife compostas por aço carbono formando três composições.
Além desses, uma frota de 5 carros do modelo Mobile 3 atualmente estão em operação. Ao todo essas composições realizam 24 viagens diárias.
| Modelo/Série | Potência (kW) | Bitola (m) | Fabricante             | Origem | Ano de Fabricação | Adquirente Inicial | Frota Ativa | Frota Inativa | Frota Total |
| ------------ | ------------- | ---------- | ---------------------- | ------ | ----------------- | ------------------ | ----------- | ------------- | ----------- |
| Mobile 3     | 2x338         | 1,00       | Bom Sinal              | Brasil | 2014              | CBTU               | 5           | 0             | 5           |
| RS-8/6000*   | 671           | 1,00       | ALCO                   | EUA    | 1958              | RFFSA              | 2           | 1             | 3           |
| PR7B*        | 700           | 1,00       | Progress Rail Services | Brasil | 2013              | CBTU               | 2           | 0             | 2           |
| UC**         | ---           | 1,00       | Pidner                 | Brasil | 1978              | ---                | 9           | 4             | 13          |
| Total        |               |            |                        |        |                   |                    | 18          | 5             | 23          |

(*) Locomotivas • (**) Carros de Passageiros

## Passageiros transportados
| Ano                              | Passageiros | Ano  | Passageiros | Ano  | Passageiros | Ano  | Passageiros | Ano  | Passageiros |
| -------------------------------- | ----------- | ---- | ----------- | ---- | ----------- | ---- | ----------- | ---- | ----------- |
| 1987                             | 1 707 000   | 1995 | 1 290 000   | 2003 | 2 261 000   | 2011 | 1 851 000   | 2019 | 3 661 000   |
| 1988                             | 1 817 000   | 1996 | 1 296 000   | 2004 | 2 257 000   | 2012 | 1 126 000   | 2020 | 1 335 000   |
| 1989                             | 2 089 000   | 1997 | 998 000     | 2005 | 2 409 000   | 2013 | 1 545 000   | 2021 | 1 524 000   |
| 1990                             | 2 442 000   | 1998 | 725 000     | 2006 | 2 443 000   | 2014 | 1 541 000   | 2022 | 1 510 000   |
| 1991                             | 2 359 000   | 1999 | 1 147 000   | 2007 | 2 794 000   | 2015 | 2 390 099   | 2023 | 1 520 000   |
| 1992                             | 1 632 000   | 2000 | 1 315 000   | 2008 | 2 318 000   | 2016 | 3 085 567   |      |             |
| 1993                             | 1 790 000   | 2001 | 1 546 000   | 2009 | 2 134 000   | 2017 | 3 489 317   |      |             |
| 1994                             | 1 741 000   | 2002 | 1 630 000   | 2010 | 2 250 000   | 2018 | 3 728 000   |      |             |
| Fonte: Relatórios Anuais da CBTU |             |      |             |      |             |      |             |      |             |

| Passageiros transportados por ano (1987-2023) |
|                                               |